# Carlos Raúl Morales
Carlos Raúl Morales Moscoso (Chiquimula, Guatemala, 7 de octubre de 1970) es un diplomático de carrera y político guatemalteco. Entre 2014 y 2017 fue ministro de Relaciones Exteriores de Guatemala y viceministro de Relaciones Exteriores en dos ocasiones entre 2010 y 2014. Fue candidato a la vicepresidencia de Guatemala en las elecciones de 2019.
Es graduado en Ciencias Jurídicas y Sociales por la Universidad de San Carlos de Guatemala. Es Diplomático de carrera, con veintiocho años de servicio en el Ministerio de Relaciones Exteriores de Guatemala. Ha servido como viceministro responsable de los temas de política exterior en dos ocasiones, de 2010 a 2011 y de 2012 a 2014, fue director general de Relaciones Internacionales Bilaterales, director general de la Cancillería. Ha servido en el exterior en distintas ocasiones. Es experto en temas de soberanía y dominio. Ha sido condecorado con distintas Órdenes, por el Reino de España, la República Italiana, la Santa Sede, la República de Chile y la República de Guatemala. Finalizó su gestión como Canciller el 27 de agosto de 2017; al oponerse a las órdenes de Jimmy Morales de firmar la declaración de no grato y expulsar de Guatemala a Iván Velásquez Gómez, jefe de la Comisión Internacional Contra la Impunidad en Guatemala (CICIG).

## Historia personal
El Embajador Carlos Raúl Morales es hijo de José Guillermo Morales Silva y de Dora Amelia Moscoso y Moscoso de Morales. Nació en Chiquimula pero residió en Morales, Izabal. Está casado con Lizette Marie Matus Castro con quien tiene dos hijos.

## Formación Académica
Obtuvo el título de licenciado en Ciencias Jurídicas y Sociales de la Universidad San Carlos de Guatemala. Su tesis de graduación lleva por título «Análisis Jurídico de la Reclamación de Activos Provenientes de Acciones o Hechos Ilícitos Realizados por el Crimen Organizado».
Tiene estudios en Gobernanza de aguas compartidas en la Unión Internacional para la Conservación de la Naturaleza. Ha participado en cursos sobre Demarcación y Mantenimiento de Límites y sobre información Geográfica Limítrofe en Resolución de Disputas por la Universidad de Durham en el Reino Unido y en cursos sobre Seguridad Estratégica Internacional en Israel. Ha impartido conferencias y capacitaciones en diversas áreas de política exterior.
También realizó un doctorado en Seguridad Estratégica en la Universidad de San Carlos de Guatemala, en el cual tiene pendiente la elaboración de su tesis.
Habla español e inglés.

## Carrera diplomática

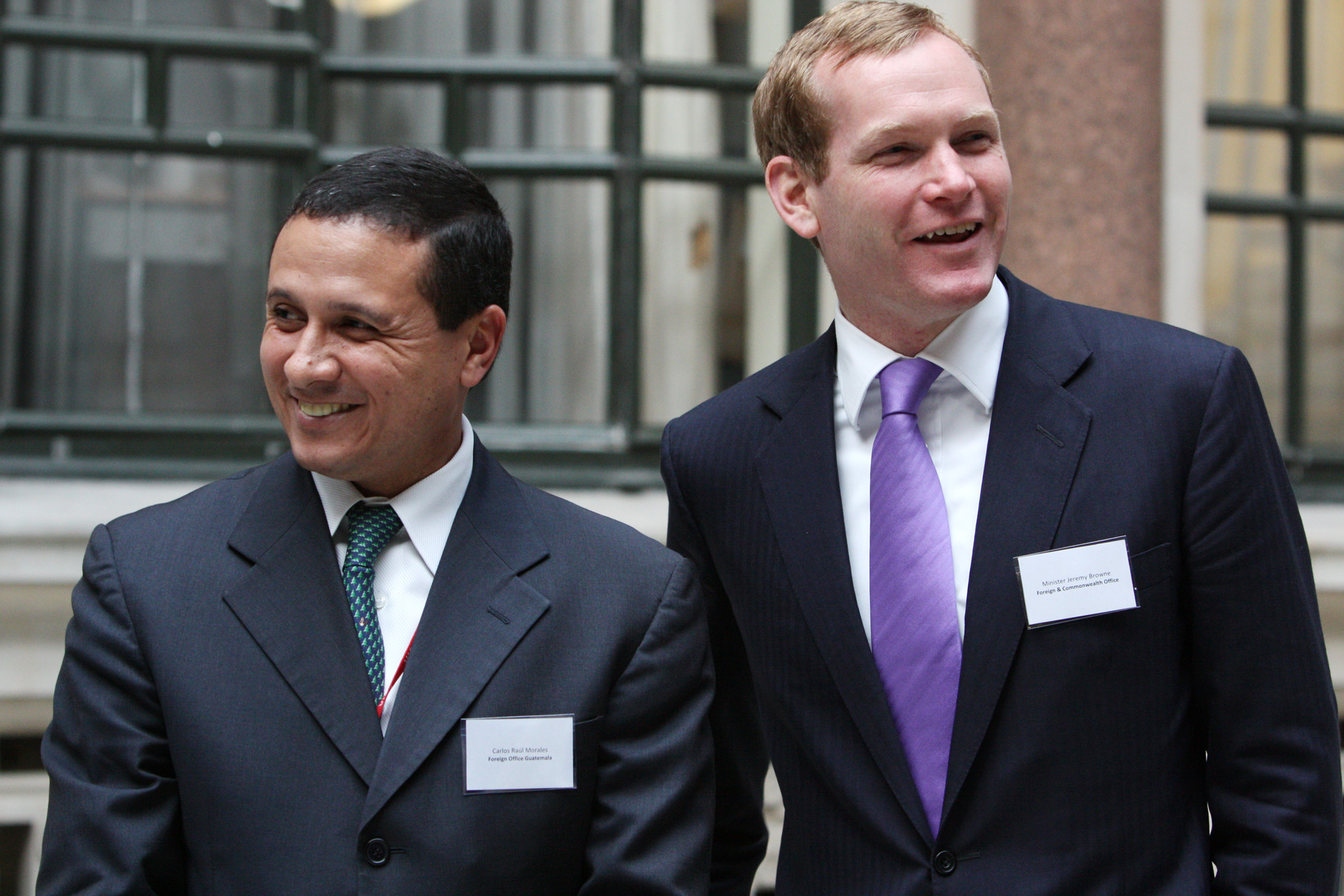
El ministro de Relaciones Exteriores Jeremy Browne con Carlos Raúl Morales, viceministro de Relaciones Exteriores de Guatemala en un evento del SICA (Sistema de Integración Centroamericana) celebrado en el Tribunal de Durbar del Ministerio de Relaciones Exteriores, el 13 de julio de 2011.

El Embajador Morales inició su carrera diplomática en 1989. Simultáneo a sus estudios universitarios, inició a laborar en el Ministerio de Relaciones Exteriores con el rango de Segundo Secretario en la División de Naciones Unidas, del departamento de Política Multilateral.
En 1991, ascendió a jefe de la oficina para los Asuntos con Belice y Honduras, en la Dirección de Integración, que es parte de la Dirección General de Relaciones Internacionales Multilaterales y Económicas de la Cancillería guatemalteca. Durante esos años, él administró por primera vez, todos los temas relacionados con el Reclamo Territorial, Insular y Marítimo de Guatemala en contra de Belice.
A partir de esa experiencia, en 1993 fue ascendido y trasladado al servicio exterior como Primer Secretario y Cónsul en la Embajada de Guatemala en Belice, después que Guatemala reconoció a Belice y estableció relaciones diplomática con dicha nación —hecho que, a su vez, llevó a la apertura de Embajadas en ambos países—. En Belice permaneció durante 7 años, contribuyendo a la creación de confianza entre los dos Estados.
Durante los primeros meses el año 2000 y de manera simultánea, atendió también los asuntos del Consulado General en Benque Viejo del Carmen. Durante su estadía en Belice, además de los temas propios de la Embajada, le correspondió contribuir a la atención de los refugiados guatemaltecos establecidos en los estados de Quintana Roo y Campeche, México.
En ese mismo año, el embajador Morales regresa a Guatemala para ocupar el puesto de director general de la Cancillería (director general administrativo), teniendo a su cargo entre otros temas, la coordinación del presupuesto de la Cancillería, así como todos los temas relacionados con recursos humanos, los servicios generales, informáticos y la administración en general del Ministerio.
También fue nombrado coordinador general de la Presidencia Protémpore de Guatemala ante el Sistema de Integración Centroamericana (SICA), en el marco del Décimo Aniversario de la Firma del Protocolo de Tegucigalpa.
Entre 2000 y 2002, también fue miembro de la Comisión Mixta Guatemala- Belice, creada en el marco del Proceso de Conciliación entre ambos países, bajo los auspicios de la Organización de los Estados Americanos (OEA). Durante este proceso, que fue la clave para que finalmente los dos Estados acordaran resolver el Diferendo en la Corte Internacional de Justicia, se definieron las primeras Medidas de Fomento a la Confianza, así como los Procedimientos de la Conciliación, donde finalmente Belice aceptó, la existencia de un Diferendo Territorial, Insular y Marítimo.
En el año 2003, fue nombrado ministro consejero de la Embajada de Guatemala en Honduras, en donde por más de dos años estuvo a cargo de la Embajada como Encargado de Negocios, ad hoc. Durante esos años atendió además de los temas políticos, económicos, comerciales, consulares, migratorios y de seguridad, la delimitación marítima que Honduras realizó con los países vecinos, proceso que interesó a Guatemala por no tener definida a la fecha ninguna frontera marítima.
En el año 2006 regresa a Guatemala al ser nombrado director general de Relaciones Internacionales Bilaterales, teniendo a su cargo fomentar las relaciones diplomáticas bilaterales con todos los países del mundo, pero en particular desarrollar relaciones estratégicas con los países vecinos y de interés especial como México, Estados Unidos, Colombia, la Unión Europea y Centroamérica.
Como director general de Política Exterior Bilateral, coordinó la elaboración de una política pública sobre los recursos hídricos del país y su relación en la materia con los países vecinos, dada la condición de Guatemala de país cuenca arriba. Participó en la elaboración de la primera estrategia de seguridad de México y Centroamérica que luego se convirtió en la Iniciativa Mérida, y también formó parte del equipo negociador de la frontera marítima con México.

### Combel
Debido a su experiencia en el tema de Belice, a finales de 2011 fue nombrado como Secretario Ejecutivo de la Comisión de Belice (Combel) hasta que la unidad fuera cerrada por el presidente Pérez Molina en febrero de 2012. La decisión presidencial se basó en que la comisión no dio aviso oportunamente a Guatemala de que el vecino país había endurecido los requisitos para realizar una consulta popular, lo cual afectaría el referendo previsto para octubre de ese año, que llevaría ante la Corte Internacional de Justicia (CIJ) el Diferendo Territorial, Insular y Marítimo que Guatemala tiene contra Belice.

## Viceministro de Relaciones Exteriores
El Embajador Carlos Raúl Morales ocupó un despacho viceministerial en dos ocasiones: el primero fue de 2010 a 2011; el segundo fue de 2012 a 2014.

### Primera ocasión
En 2010, fue promovido a Viceministro de Relaciones Exteriores, responsable de los temas de política exterior (bilateral y multilateral). Además de los temas ordinarios del Despacho, le correspondió formar parte del equipo que preparó la “Conferencia de Donantes para la Reconstrucción con Transformación del país”, luego de los daños ocasionados por la Tormenta Tropical “Agatha”. La Conferencia sirvió de marco para la atracción y administración de recursos para la reconstrucción de la infraestructura pública afectada.
También le correspondió liderar, en su calidad de presidente Protémpore de SICA, la elaboración de la Estrategia de Seguridad de Centroamérica (ESCA) y participar en el diseño de los 22 proyectos regionales presentados a los Donantes en la Conferencia de Seguridad de Guatemala, celebrada en 2011. De igual forma, integró el equipo de negociación para la candidatura de Guatemala a un asiento no permanente del Consejo de Seguridad de Naciones Unidas, correspondiéndole hacer cabildeo en los países del Caribe.
El Embajador Morales también lideró por Guatemala, el equipo que realizó un estudio jurídico e histórico, de la delimitación fronteriza entre Guatemala y México, realizada entre 1883 y 1899, con el objeto de buscar una solución al diferendo fronterizo existente actualmente con México en el Tercer Paralelo. También durante su primer término como Viceministro, sirvió conjuntamente con el Vicecanciller mexicano, como mediador entre Nicaragua y Costa Rica, para la definición y adopción de un Protocolo de Seguridad en el Río San Juan. El Embajador Morales también participó en el equipo de negociación que hizo posible la interconexión eléctrica entre Guatemala y México en 2010.

### Segunda ocasión
En 2012 fue nombrado nuevamente como Viceministro de Relaciones Exteriores, en donde además de sus funciones normales, le correspondió participar en el equipo que propuso la formulación de una nueva política global de drogas, la cual fue negociada tanto a nivel hemisférico (OEA), como a nivel global (UNODC).
En su segundo término como Vicecanciller, formó parte del equipo negociador que hizo posible un sistema de generación de energía a base de Gas Shell, en el norte de México y la posterior entrega del electrón a Guatemala, a través de la interconexión eléctrica entre ambos países. También participó en el equipo que buscó soluciones a los problemas que vienen presentándose en el Sistema de Interconexión Eléctrica de Centroamérica (SIEPAC), así como en el equipo que buscar darle vida a la construcción de un Gasoducto entre México y Guatemala.
De igual forma, lideró con su contraparte mexicana, el proyecto de construcción de un nuevo modelo de infraestructura fronteriza, en los 10 cruces formales que hay entre Guatemala y México, con el apoyo del BID y de la cooperación mexicana. También lideró por Guatemala los trabajos que condujeron al Acuerdo de pre-factibilidad firmado con México, para la construcción de un proyecto estatal binacional de generación de energía limpia en el Río Usumacinta.

## Ministro de Relaciones Exteriores
Carlos Raúl Morales fue juramentado como ministro de Relaciones Exteriores por el presidente Otto Pérez Molina el 18 de septiembre de 2014. Fue designado en sustitución de Fernando Carrera, quien fue nombrado Embajador Extraordinario y Plenipotenciario de Guatemala ante la Organización de las Naciones Unidas. Carlos Raúl Morales fue el tercer canciller de la administración Pérez Molina.
Los sucesos políticos en Guatemala en 2015 generaron, primero, la renuncia de la vicepresidenta Roxana Baldetti, y luego, la del presidente Otto Pérez Molina. Esto conllevó a un gobierno transitorio, que dirigió el excanciller y exmagistrado de la Corte de Constitucionalidad, Alejandro Maldonado Aguirre. En sus primeras semanas de gobierno, el presidente Maldonado solicitó a todo el gabinete de gobierno poner a disposición sus cargos, para sopesar qué ministros podrían ser confirmados para continuar en la nueva administración. Carlos Raúl Morales fue uno de los pocos ministros que soportaron la presión mediática, y recibieron la aprobación del presidente Maldonado para continuar en su despacho.
El 14 de enero de 2016, recién asumido en la presidencia el ciudadano Jimmy Morales, el canciller Carlos Raúl Morales fue nuevamente confirmado para continuar en su cargo bajo la nueva administración. Esto convirtió a Carlos Raúl Morales en el primer ministro de Relaciones Exteriores en servir a tres diferentes administraciones gubernamentales en la historia de Guatemala.

### Gestión
Durante el tiempo que el Canciller Morales condujo la Cancillería, lo hizo basado en cinco ejes de política exterior: La atención a la población emigrante guatemalteca; La resolución del diferendo territorial, insular y marítimo de Guatemala sobre Belice; Lograr avances sustantivos en la integración centroamericana (Unión Aduanera); Incrementar la presencia de Guatemala en el mundo; y, El fortalecimiento institucional.
En la atención a la población emigrante, abrió 8 Consulados nuevos (7 en Estados Unidos y 1 en México); se estableció un sistema gratuito de orientación legal a los emigrantes (abogados gratuitos en cada consulado en Estados Unidos); se adquirió en propiedad el edificio del Consulado General en Los Ángeles; se incrementó en más de 100 el personal local de los Consulados en Estados Unidos, privilegiando la contratación de los hijos de los emigrantes; y, se dejó muy avanzado el proceso de impresión de los pasaportes en cada una de las sedes de los Consulados de Guatemala en los Estados Unidos de América, entre otros.
Respecto a la Resolución del Diferendo Territorial, Insular y Marítimo que se mantiene con Belice, se negoció y firmó trece acuerdos que buscan el fortalecimiento de la relación y la confianza entre ambos países (acuerdos energéticos, comerciales, migratorios, de cumplimiento de sentencias penales, medio ambiente, educativos, de seguridad, de aduanas, entre otros). De igual forma, luego de entrar en vigencia el Protocolo al Acuerdo Especial en ambos países, el embajador Morales logró negociar y obtener el apoyo de los Honorables Diputados al Congreso de la República de Guatemala, para que le solicitaran al Tribunal Supremo Electoral (TSE), convocar a la Consulta Popular en Guatemala, para lograr la aprobación de la población para someter el Diferendo a la Corte Internacional de Justicia (La Haya), para dirimir para siempre el Diferendo y en consecuencia establecer fronteras entre ambos países. Únicamente queda pendiente que el TSE defina la fecha de la Consulta Popular.
En materia de integración centroamericana, el embajador Morales propuso, impulsó y participó en la negociación de la Unión Aduanera con Honduras, la cual entró en vigencia el 27 de junio de 2017, constituyéndose en la primera Unión Aduanera de América Latina, la cual facilita el comercio intrarregional e incide en el crecimiento económico de ambos países. De igual forma, propuso, impulsó y negoció la candidatura del expresidente guatemalteco Marco Vinicio Cerezo, como Secretario General del SICA, quien asumió dicha posición el 1 de julio de 2017.
Respecto al incremento de la presencia de Guatemala en el mundo, trabajó en la apertura de 5 nuevas Embajadas en distintas regiones del planeta (India, Australia, Suiza, Turquía y Marruecos), lo cual ha fortalecido la relación política y económica del país, así como el incremento del comercio y las inversiones con esas naciones.
En relación con el fortalecimiento institucional, gracias al apoyo del Presidente de la República, el Canciller privilegió la carrera diplomática, reduciendo —como nunca antes— los nombramientos políticos en el Ministerio de Relaciones Exteriores.
Conjuntamente con los Ministros de Relaciones Exteriores de El Salvador y Honduras, y el apoyo irrestricto del Banco Interamericano de Desarrollo (BID), lideraron las negociaciones con los Estados Unidos de América, para la elaboración, promoción e implementación del Plan de la Alianza para la Prosperidad, el cual busca la generación de empleos y la mejora de las condiciones de la seguridad en los países del Triángulo Norte de Centroamérica, para reducir la migración irregular hacia los Estados Unidos de América.
También participó desde que era Vicecanciller y luego en su rol de Canciller, en el equipo institucional que ventiló los Procedimientos de Resolución de la Disputa planteada por los Estados Unidos de América, en contra del Estado de Guatemala, por el incumplimiento del capítulo laboral del Tratado de Libre Comercio entre Centroamérica – República Dominicana y los Estados Unidos de América (DR-CAFTA, por sus siglas en inglés). Sobre dichas acusaciones, el panel de Arbitraje decidió por unanimidad en 2017, que no tienen ningún efecto sobre el comercio entre ambos países.
El Embajador Morales también formó parte del equipo de trabajo que conoció y negoció el proceso de soluciones a la queja planteada por el sector laboral en contra del Estado de Guatemala en la Organización Internacional del Trabajo (OIT), y que busca que a Guatemala se le establezca una Comisión de Encuesta. En las reuniones de la Comisión de Administración de la OIT, Guatemala ha presentado los progresos realizados de conformidad con la Hoja de Ruta aprobada por los tres sectores que conforman la Organización y ha reiterado su compromiso político y buena fe, por continuar promoviendo políticas públicas que respondan a las necesidades del sector laboral y al desarrollo económico del país, de conformidad con la legislación guatemalteca y los principios fundamentales del trabajo.
Respecto a la situación de los Derechos Humanos, la Comisión Interamericana de Derechos Humanos (CIDH) incluyó a Guatemala en su Capítulo IV, y lo calificó como “país violador de los Derechos Humanos”, derivado de las políticas asumidas en la materia y de la inestabilidad sufrida en el país en ese momento. Al Canciller Morales le correspondió administrar esa crisis, y luego de una serie de negociaciones que incluyeron entre otros, la presentación en Guatemala del “Informe País”, la adopción de una serie de medidas para promover y garantizar los derechos humanos, y la visita "in Loco" de los miembros de la Comisión, Guatemala logró salir de la lista de países violadores de derechos humanos y en consecuencia del Capítulo IV, durante 2017.

### Crisis política y salida del cargo
En su última semana en el cargo, se generó una crisis política ante el rumor de que el presidente Jimmy Morales realizaría un viaje a Nueva York para reunirse con el Secretario General de la Organización de las Naciones Unidas (ONU), Antonio Guterres, a quien solicitaría que retirara de Guatemala al entonces comisionado Iván Velásquez, de la Comisión Internacional Contra la Impunidad en Guatemala (CICIG), que era producto de un convenio del gobierno de Guatemala con dicho organismo internacional. La respuesta de Guterres fue de respaldar a Velásquez e inmediatamente y de forma paralela el segundo presentó un caso contra Morales en Guatemala.
Debido a eso, Morales decidió declarar no grato y expulsar al entonces comisionado CICIG, Iván Velásquez. Siendo ministro, Morales Moscoso se negó a firmar el acuerdo que lo declaraba y a raíz de eso fue cesado por orden presidencial, junto con uno de sus viceministros, Carlos Ramiro Martínez, quien también se negó a firmar dicha declaratoria. El anuncio se dio en las primeras horas de la mañana del 27 de agosto de 2017. Posteriormente, en horas de la tarde del mismo día, la embajadora Anamaría Diéguez, también viceministra, presentó su renuncia del cargo por no estar de acuerdo con el «actuar repugnante» del presidente Morales. Fue reemplazado por la embajadora Sandra Jovel, quien también es diplomática de carrera. 

## Otras posiciones
A lo largo de su carrera el embajador Morales fue elegido, entre otras posiciones, a las siguientes:
- Presidente del Consejo de la Organización Internacional del Azúcar (OIA);
- Presidente Protémpore de la Conferencia Iberoamericana;
- Presidente del Sistema de la Integración Centroamericana (SICA);
- Presidente de dos Asambleas Generales Extraordinarias de la Organización de los Estados Americanos (OEA);
- Presidente de la Reunión Ministerial de la Organización de los Estados Americanos sobre la situación en Venezuela;
- Presidente de la Comisión Interamericana para el Control del Abuso de Drogas (CICAD);
- Presidente de la Asociación de Estados del Caribe (AEC);
- Copresidente del Foro de Cooperación Asia – Pacífico (FOCALAE); y,
- Vicepresidente de la XXV Conferencia General de la Agencia de Latinoamérica y el Caribe para la Prohibición de las Armas Nucleares (OPANAL).

## Condecoraciones y reconocimientos
Durante su carrera, el embajador Morales ha sido merecedor de reconocimientos y condecoraciones, entre ellas:
- La Orden Iberoamericana de la Justicia en el grado de Gran Cruz, otorgada por la Conferencia de Ministros de Justicia de los Países Iberoamericanos, 2017
- La Orden del Águila Azteca en el Grado de Banda, del Gobierno de México, 2016
- La Orden Manuel Amador Guerrero en el grado de Gran Cruz, otorgada por el Gobierno de Panamá, 2016
- La Medalla Monja Blanca de Segunda Clase, conferida por el Ministerio de la Defensa Nacional de Guatemala, 2015
- La Medalla Cruz de Servicios Distinguidos, conferida por el Ministerio de la Defensa Nacional de Guatemala, 2015
- La Orden de la Estrella Brillante con Gran Cordón del Gobierno de la República de China (Taiwán), 2015
- La Orden Isabel la Católica en grado de Encomienda de Número por el Reino de España, en 2014
- La Orden de Bernardo O'Higgins en el Grado de Gran Cruz, conferida por el Gobierno de Chile, 2013
- La Orden de la Estrella de la Solidaridad en el Grado de Gran Oficial, del Gobierno de Italia en 2013
- La Orden del Quetzal en grado de Gran Cruz, otorgada por el Gobierno de Guatemala en 2011
- La Orden Piana en grado de Caballero Comendador de la Santa Sede, en 2011
- La Orden de la Estrella de la Solidaridad en el Grado de Comendador del Gobierno de Italia en 2009
- La Orden del Mérito Civil, en el grado de Encomienda de Primero de Juan Carlos I, Rey de España, en 2007